# Kuta Gerat
Kuta Gerat is een bestuurslaag in het regentschap Karo van de provincie Noord-Sumatra, Indonesië. Kuta Gerat telt 361 inwoners (volkstelling 2010).